# Borgkælderens Mysterium
Borgkælderens Mysterium er en stumfilm fra 1914 instrueret af Einar Zangenberg efter manuskript af J. Rung.